# Lakh
Lakh (Hindi लाख lākh [lɑːkʰ]; von Sanskrit लक्ष lakṣa [ˈlʌkʂʌ]; englisch auch lac(k)) ist das südasiatische Zahlwort für „einhunderttausend“, auch für „eine unbestimmte große Menge“. Varianten des Wortes kommen in allen indischen Sprachen sowie im indischen Englisch vor.

## Anwendung
Im indischen Zahlensystem werden zunächst die drei niedrigsten Stellen und anschließend jeweils zwei Stellen gruppiert. 1 Lakh, also 100.000, wird als 1,00,000 ausgedrückt. Eine Stadt mit 11,4 Millionen Einwohnern wie Bengaluru hat „114 lakh people“, numerisch „114,00,000 people“. Als Pluralform kommt auch Lakhs vor.
Die Abkürzung lautet L. Komprimierte Formen wie ₹5L für 5 Lakh Rupien sind verbreitet. 100 Lakh, zehn Millionen Einheiten entsprechend, sind 1 Crore.

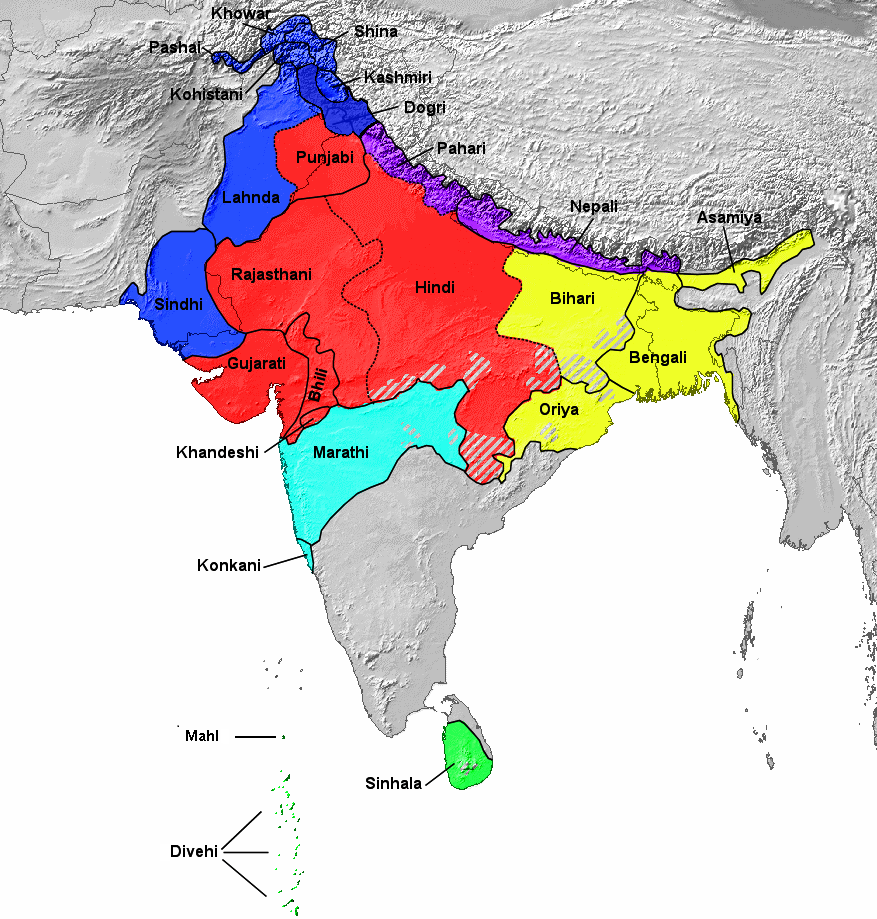
Verteilung indoarischer Mehrheitssprachen

## Verbreitung

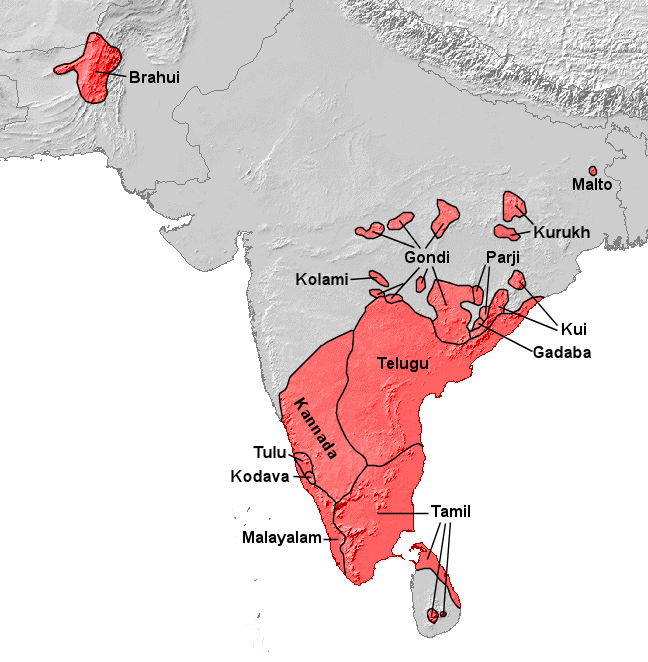
Verteilung dravidischer Mehrheitssprachen

Varianten des Zahlwortes Lakh kommen in mehreren Sprachfamilien Südasiens und in Ostafrika vor.
Indoarische SprachenAssamesisch লাখ lakh – Bengalisch লাখ lakh, লক্ষ lokkho – Dhivehi lakka –  Gujarati લાખ lākh – Hindi लाख lākh – Kashmiri lach – Konkani लाख lākh, ಲಕ್ಷ lakṣa – Marathi लाख lākh, लक्ष lakṣa – Nepali लाख lākh – Oriya ଲକ୍ଷ lôkhyô – Panjabi ਲੱਖ, لکھ lakkh – Romani लाख lakh – Sanskrit लक्ष lakṣá – Sindhi لک lakhu – Singhalesisch ලක්ෂ laksha – Urdu لاکھ lākh
Iranische SprachenPaschtunisch لاکھ lakh
Dravidische SprachenKannada ಲಕ್ಷ laksha – Malayalam ലക്ഷം laksham – Tamil லட்சம் laṭcham – Telugu లక్ష lakṣha – Tulu ಲಕ್ಷ laksha
Indisches EnglischSchon in einer frühen gedruckten Quelle, der 1613 erschienenen Pilgerfahrt von Samuel Purchas, heißt es in zeitgenössischer Schreibung: „Euery Crow is a hundred Leckes, and euery Lecke a hundred thousand Rupias“; deutsch: „Jede Crore ist einhundert Lakh, und jede Lakh einhunderttausend Rupien“. 1975 schrieb die Bangladesh Times: „The Finance Minister said that the government had already increased the ceiling of private investment for setting up industries from Tk 25 lakh to Taka three crore“; deutsch: „Der Finanzminister sagte, dass die Regierung bereits die Höchstgrenze privater Investitionen zur Gründung von Industriebetrieben von Tk 25 Lakh auf Taka drei Crore erhöht habe.“
SwahiliIn Tansania mit seiner traditionellen Präsenz indischer Kaufleute werden 100.000 Schillinge als 1 Lakh,  Laki oder Lakhi bezeichnet.
Eigene Schreibungen und Aussprachen erlangte Lakh als Fremdwort in Ostasien, etwa im Japanischen mit 洛叉 (Kanji), らくしゃ (Hiragana), rakusha (Romaji), ラーク rāku (Katakana) oder im Hochchinesischen mit 洛叉 luòchā.
Im Thailändischen kommt das Zahlwort หลัก Lak (von Pali lakkha oder Sanskrit laksa) nur in historischen oder religiösen Texten vor. Auch das moderne Standard-Thai hat aber – wie andere Tai-Sprachen – ein eigenes Wort für hunderttausend: แสน Saen.

## Herkunft des Wortes
Die Etymologie des Wortes ist nicht gesichert. Lakh ist vermutlich weitläufig mit den ebenfalls in der indoeuropäischen Ursprache wurzelnden deutschen Wörtern Lachs und legen verwandt, nicht aber mit Lack.
Auf der Suche nach der sprachlichen Wurzel für das deutsche Wort Lachs schlug der Sprachwissenschaftler Paul Thieme in den 1950er Jahren drei Ansätze vor. Der erste bezog sich auf lākh: Das Wort stamme über das altindische lakṣā von ur-indoeuropäisch *loḱs- „Lachs“ ab und habe zunächst „unübersehbare Menge“ wegen der gewaltigen Fischschwärme bedeutet, woraus „100.000“ entstand. Eine zweite Möglichkeit sah Thieme im Nomen lakṣá „Spieleinsatz“, das zunächst unter Fischern für einen wertvollen Losanteil an der Fangbeute benutzt worden sein könnte. Dafür, so der Germanist Willy Krogmann, komme hingegen die indogermanische Wurzel *legh „legen“ in Betracht, die für lakṣá eine Ursprungsbedeutung „Einlage“ vermuten lasse. Thiemes dritter Vorschlag, auch lākṣā „roter Lack“ heranzuziehen, wurde ebenfalls verworfen. Unter Zustimmung seiner Fachkollegen führte Manfred Mayrhofer die Etymologie von lākṣā auf die indoeuropäische Farbbezeichnung *reg- „färben, röten“ zurück.
Auch wegen einiger Parallelen in anderen Sprachen stieß Thiemes Vorschlag, Lakh mit Lachs zu verbinden, auf Zustimmung. Im Altägyptischen wird „100.000“ durch die Hieroglyphe der Kaulquappe bezeichnet; ihr Name hfn hat zugleich die Bedeutung „unzählig“. Im Chinesischen dient das Zeichen für Ameise auch für „10.000“, im Semitischen hat das Wort für Rind auch die Bedeutung „1000“. Nur der italienische Indogermanist Vittore Pisani fand den Ansatz indiskutabel. Kluges Etymologisches Wörterbuch der deutschen Sprache führte in seinem Artikel Lachs den Hinweis auf das Zahlwort von der 17. Auflage (1957) bis zur 21. Auflage (1975), zuletzt „ohne etymologische Sicherheit“.
Thieme begründete 1953 seinen ersten Vorschlag, zu lākṣā „roter Lack“ ein Adjektiv *lākṣa „lachsig, rot“ zu stellen, semantisch mit dem rötlichen Lachsfleisch. Der Philologe Karl Lokotsch hatte hingegen 1927 das Sanskritwort lākṣā gesamthaft mit „Marke, Fleck; hunderttausend“ übersetzt und Lack hinzugestellt, „nach den unzähligen Insekten Cocca ilicis, welche durch ihren Stich auf Quercus coccifera die harzige Absonderung bewirken“; hieraus sei lākh „hunderttausend“ entstanden. Kluges Etymologisches Wörterbuch der deutschen Sprache übernahm diese Erklärung von der 11. Auflage (1934) bis zur 17. Auflage (1957), folgt aber seit der 18. Auflage (1960) Mayrhofers Ableitung aus *reg- „färben, röten“ und altindisch ráyjati „färbt sich, rötet sich“. Dies hat die Verbreitung von Lokotschs Deutung auch in neueren Publikationen nicht verhindert.
Die Wurzel *loḱs- bezog sich allerdings ursprünglich nicht auf den Lachs (Salmo salar), der in Indien nicht vorkommt. Gemeint waren Unterarten der Meerforelle (Salmo trutta trutta), die im Zuge indoeuropäischer Wanderungen ins nordöstliche Europa ihren Namen an den zuvor unbekannten Fisch Salmo salar abgaben. Die Herkunft von altindisch lakṣā war Teil der Debatte um das Lachsargument und damit um die indogermanische Urheimat.